# Concile de Hiéreia

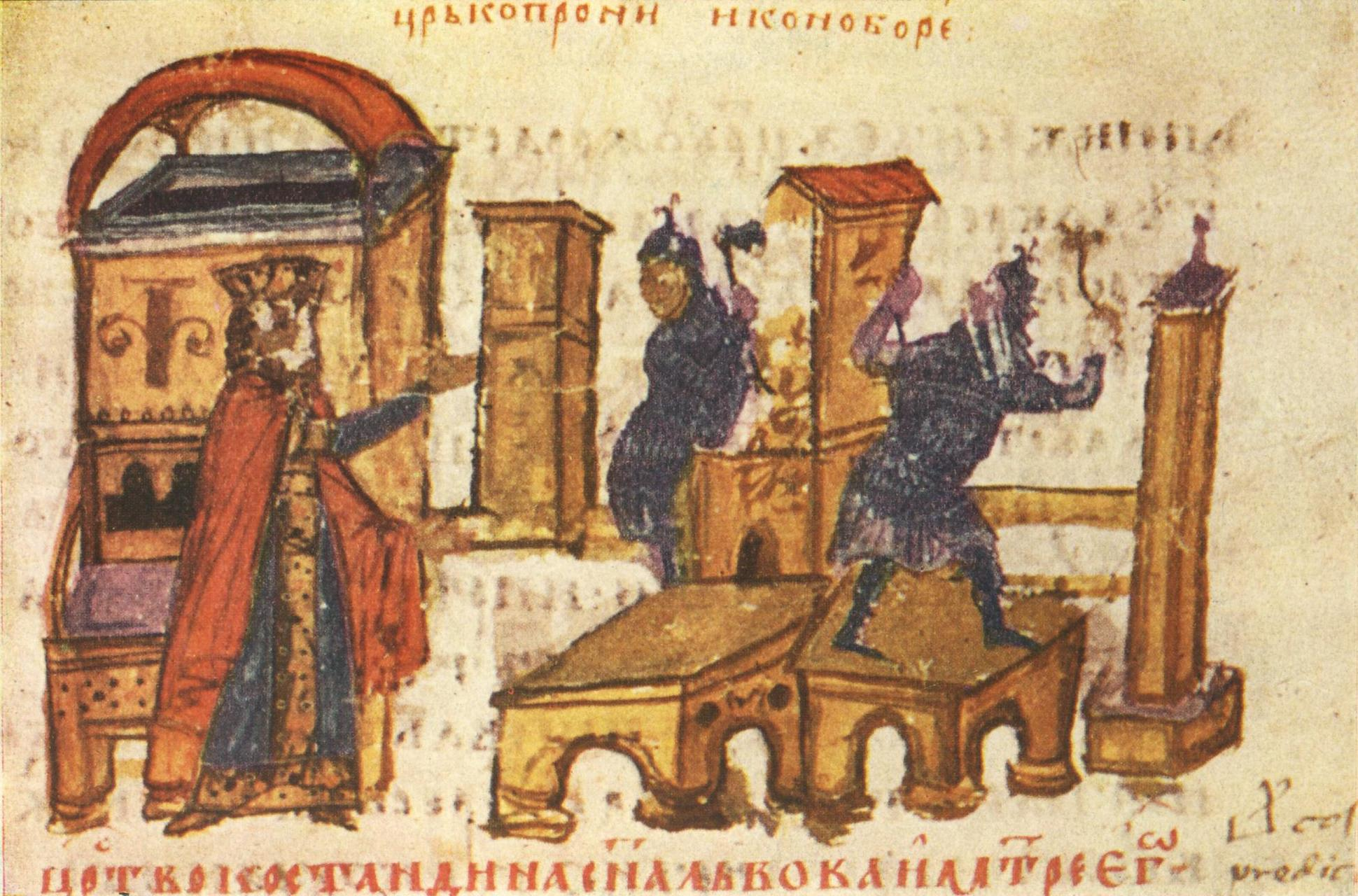
Constantin V dirigeant les travaux de destruction des images (Miniature de la Chronique de Constantin Manassès, XIV).

Le concile de Hiéreia est le premier concile iconoclaste convoqué du 10 février au 8 août 754 dans le palais suburbain de Hiéreia sur la rive asiatique du Bosphore ; l'empereur Constantin V y fit entériner la condamnation de la production et de la vénération des images (Iconoclasme). Il est également connu comme « Concile de Constantinople V », ou par ses opposants comme le « Conciliabule ».

## Contexte

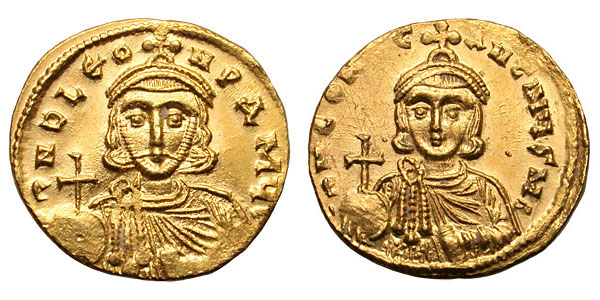
Portraits de Léon III (à gauche) et Constantin V (à droite) sur un solidus.

L’opposition à la représentation artistique du Christ, de sa Mère et des saints n’était pas nouvelle. Dans les premiers siècles, les chrétiens hésitaient à reproduire l’image de la personne du Christ, lui préférant sa représentation sous forme symbolique  (le XΡ de Constantin ou l’agneau offert pour la rédemption des péchés des hommes). Cette opposition s’était développée dans la partie orientale de l’empire où divers évêques d’Asie mineure comme Eusèbe de Césarée (né vers 265 et mort le 30 mai 339), le métropolite Thomas de Claudiopolis et surtout l’évêque Constantin de Nacolée avaient déjà condamné le culte des images,. Surtout dans la partie occidentale de l’empire, le culte des images avait pris une telle importance que l’on voyait souvent en elles des « doubles » des saints qu’elles devaient représenter et on leur attribuait divers miracles comme le don de la parole, le suintement d’huile ou de sang,. Quelques années avant la proclamation de l’iconoclasme, on croyait fermement que le portrait de la Vierge attribué à saint Luc et conservé au monastère d’Hodegon près des murs de Constantinople émettrait, paradé sur les murailles, une lumière aveuglante ou des flammes qui consumeraient les assaillants.
Une première période eut lieu sous le règne de Léon III (r. 717-741) mettant aux prises les  iconoclastes (εικονοκλάσται, littéralement « briseurs d’images ») et les iconodoules (εικονόδουλοι, littéralement « serviteurs des images ») appelés par dérision « iconolâtres » (εικονολάτραι). En 730, l’empereur publia un édit ordonnant la destruction de toutes les images saintes : l’iconoclasme devenait la doctrine officielle de l’État,. Si, durant cette période, les biens matériels des iconodoules furent confisqués et le patriarche Germain Ier démis de ses fonctions, il n’y eut pas de violence physique contre les personnes.
La situation devait changer avec l’arrivée au pouvoir de son fils, Constantin V (741-775). Alors que le débat avait jusque-là plutôt porté sur la défense de l’empire (le culte des images avait provoqué la colère de Dieu) et les intérêts du Saint-Siège (Léon III avait retiré au Saint-Siège la juridiction des territoires byzantins en Italie), il devint sous Constantin V plus purement théologique : la vénération des icônes ne serait plus un simple abus de pratique religieuse, mais également une hérésie. L’empereur lui-même rédigea une dizaine d’écrits théologiques. Dans l’un de ceux qui nous sont parvenus, intitulé Peuseis (« Interrogations »), il arguait que seule l’Eucharistie constituait une véritable représentation du Christ et que la croix était le véritable symbole des chrétiens. Pour l’empereur la nature divine du Christ empêchait toute représentation humaine. C’était la reprise sous une autre forme des anciennes querelles christologiques et du monophysisme qui se maintenait aux frontières de l’empire, notamment en Syrie et en Arménie.
L’empereur organisa une série de débats pour combattre l’opposition iconophile et, afin de s’assurer que tous les évêques défendraient le point de vue iconoclaste, créa de nouveaux évêchés, y nommant des évêques partageant son point de vue,.

## Concile et décisions

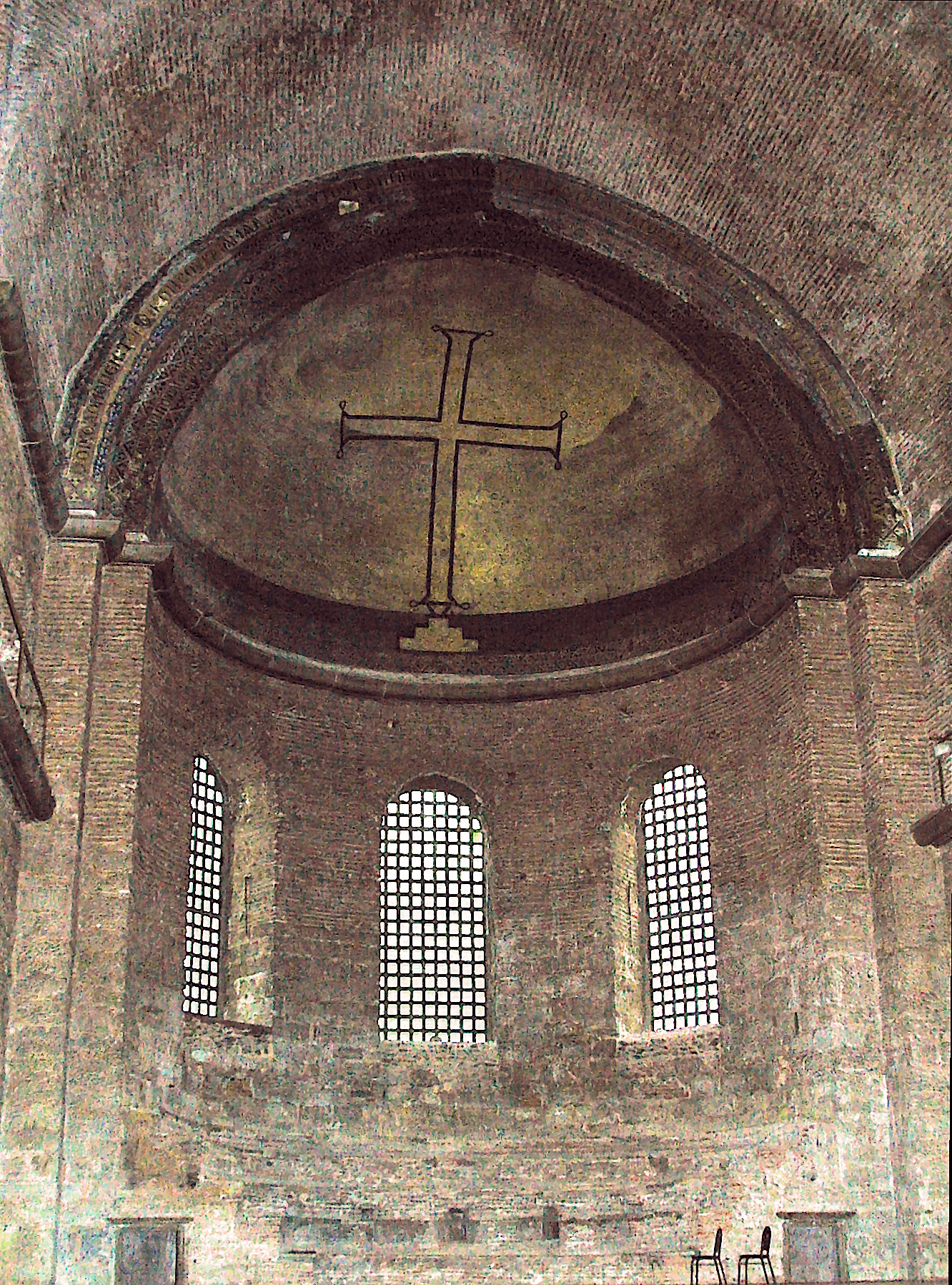
Une simple croix : exemple d'art iconoclaste dans l'église Sainte-Irène, à Istanbul.

Après avoir organisé une série de débats dans différentes villes de l’empire à l’issue desquels les partisans des images étaient arrêtés et mis hors d’état de nuire et après s’être assuré de l’obédience de tous les évêques, Constantin V convoqua en février 754 un concile dans le palais impérial de Hiéra, en banlieue de Constantinople, sur la rive asiatique de la mer de Marmara,,.
Il fut présidé par l’évêque d’Éphèse, Théodose, un fils de l’empereur déposé Tibère III Apsimar, aidé de deux vice-présidents : Sisinnius, évêque de Perge en Pamphylie et Basile, évêque d’Antioche de Pisidie. Il réunit 338 évêques  triés sur le volet de février à aout 754. Le concile se proclama « œcuménique », ce que rejetèrent les opposants qui le qualifièrent de « synode sans tête » car aucun patriarche ou représentant des cinq grands patriarcats n’y fut représenté : le patriarche de Constantinople, Anastase, était décédé peu avant la réunion et son successeur n’avait pas encore été nommé ; Antioche, Jérusalem et Alexandrie étaient alors sous domination musulmane et les patriarches n’avaient pu quitter leur siège ; à Rome, le pape Étienne II assiégé par les Lombards avait dû trouver refuge en territoire franc,.
Comme c’était la coutume, les travaux commencèrent par la réaffirmation des traditions apostoliques et patristiques exprimées par les six premiers conciles. Les arguments des iconoclastes étaient dirigés contre l’idolâtrie (condamné par la Bible et les Pères de l’Église), ainsi que contre la nature matérielle des images. Les évêques durent traduire les idées de l’empereur dans une forme qui ne soit pas en contradiction avec les décisions des conciles antérieurs. Ainsi, s’ils adoptèrent la thèse de l’impossibilité de reproduire l’image du Christ, ils le firent de façon que les partisans des icônes soient pris entre deux feux : ou bien ils soutenaient que les images ne représentaient que la nature humaine du Christ, séparant ainsi nature divine et nature humaine comme les Nestoriens, ou bien ils confondaient les deux natures comme les monophysites .
Les minutes du concile ne nous sont pas parvenues. On sait toutefois qu’il jeta l’anathème sur trois iconophiles reconnus : le patriarche Germain, « homme à deux faces, adorateur du bois », Mansour, « celui qui ressemble aux Sarrasins » (Mansour était le nom arabe du théologien Jean Damascène) et Georges de Chypre.  Nous connaissons néanmoins le résultat final ou Définition de foi (Όρος) qui fut cité dans la section « réfutation » de la sixième session du Concile de Nicée II de 787.  Pendant cette session, chaque section de la Définition fut lue par l’évêque de Césarée, Grégoire, et réfutée par Epiphanius, un représentant du patriarcat sous le titre « Réfutation de la soi-disant ‘Définition’ ainsi faussement appelée par l’assemblée sans ordre réunissant les détracteurs de la foi chrétienne  ».

« Au nom de la sainte et consubstantielle Trinité, principe de toute vie, nous tous, investis de la dignité sacerdotale, partageant la même opinion, déclarons de façon unanime que toute icône, quelle qu’en soit la matière ou la couleur, créée par la main mensongère d’un peintre, doit être rejetée et considérée étrangère et abominable pour l’Église des chrétiens. Que nul n’ose s’entêter dans une voie aussi criminelle et impie. Qu’à partir de maintenant et pour l’avenir, quiconque chercherait à fabriquer une icône, à la vénérer ou à la placer dans une église ou dans une maison privée, ou bien à la conserver en la dissimulant, soit déposé s’il est évêque, prêtre ou diacre,  ou soit excommunié et soumis aux lois impériales en tant qu’adversaire des préceptes de Dieu et de la doctrine des Pères de l’Église s’il est moine ou laïc . »

Le 8 aout, le concile prit fin à la cathédrale Hagia Sophia où l’empereur présenta le nouveau patriarche qu’il avait choisi, un ancien moine du nom de Constantin que les évêques présents se hâtèrent d’acclamer. Le 29, le décret fut lu en public dans le Forum de Constantinople : il prescrivait la destruction de toutes les images religieuses, anathématisait le patriarche Germain et les défenseurs des images comme le théologien Jean Damascène, faisait discrètement de l’empereur le chef de l’Église en le proclamant égal des apôtres et menaçait les défenseurs des images, non seulement de sanctions religieuses, mais encore de sanctions pénales.
Même s’il faut faire preuve de circonspection dans l’étude des sources de l’époque, celles qui sont parvenues jusqu’à nous étant pratiquement toutes d’origine iconodoules, il semble bien que Constantin se fit un devoir d’appliquer rigoureusement ce programme. À travers l’empire, les images furent détruites et remplacées par des croix ou des scènes profanes glorifiant l’empereur. On commença également à traquer les iconophiles dans la bureaucratie, l’armée et l’Église. En août 766, Constantin fit exécuter dix-neuf hauts fonctionnaires de l’État et officiers de l’armée, parmi lesquels son protostrator, le logothète du drome, le domestique de la garde des Excubites, le comte du thème d’Opsikion, ainsi que les stratèges de Thrace et de Sicile,. L’empereur alla jusqu’à condamner les reliques et les prières adressées à la Vierge et aux saints, même si ces deux choses n’avaient pas été mentionnées pendant le concile,.
L’opposition à la politique impériale s’était entretemps cristallisée dans les monastères, notamment celui du Mont-Auxence, dirigé par l’abbé Étienne. Non seulement celui-ci fut-il mis en pièces par une foule excitée à Constantinople, mais Constantin transforma la campagne iconoclaste en une campagne anti-monastique. Nombre de monastères furent ou bien fermés ou bien convertis en édifices publics, les moines contraints à renoncer à leurs vœux, et les propriétés rattachées aux monastères furent nationalisées au profit de la couronne, . La cruauté de cette répression conduite par le stratège des Thracésiens, Michel Lachanodrakôn, provoqua une forte émigration monastique qui se dirigea vers le sud de l’Italie où de nouveaux monastères et écoles créèrent des foyers de culture grecque qui subsistèrent longtemps après que Byzance eût perdu ses colonies italiennes.
Cette persécution ne cessa qu’à la mort de Constantin V. Son fils et successeur, Léon IV (r. 775-780), resta attaché à la tradition iconoclaste, faisant même emprisonner certains hauts fonctionnaires qui avaient affiché publiquement leur appui au culte des images, mais les persécutions qui avaient marqué le règne de son père cessèrent. Bien plus, l’empereur abandonna la politique anti-monastique de son père et n’hésita pas à faire nommer des moines à certains sièges épiscopaux, retournant à la politique traditionnelle des empereurs visant à apaiser les conflits religieux qui déchiraient souvent l’empire plutôt qu’à les exacerber,.

## Suites du concile

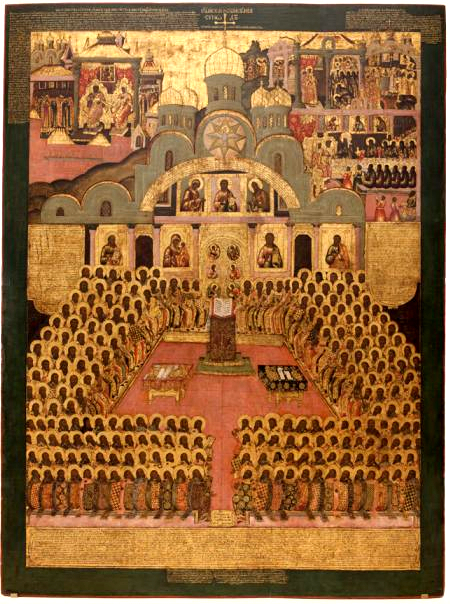
Icône du XVIIe siècle représentant le septième concile œcuménique (couvent de Novodievitchi).

Parmi d’autres décisions, un concile régional, réunissant le 12 avril 769 sous la présidence du pape Étienne III des évêques de France et d’Italie, condamna d’abord les décisions du concile de Hiéreia qui furent proclamées « anathèmes ».
Au décès de Léon IV en 780, l’impératrice Irène, née à Athènes et de conviction iconodoule, devint régente pour son fils, Constantin VI, alors âgé de dix ans. L'abdication du patriarche Paul IV, lequel, torturé par ses vues iconoclastes antérieures, avait choisi de se retirer dans un monastère en 784, lui fournit l'occasion de le remplacer par son propre secrétaire, Taraise, un laïc, et de convoquer un nouveau concile œcuménique destiné à rétablir l'orthodoxie en condamnant les édits iconoclastes. Contrairement à ce qui s’était passé à Hiéreia, le pape Adrien Ier fut invité à la fois par l’impératrice et par le patriarche à y envoyer des délégués.
Le concile s'ouvrit à Constantinople le 1er août 786, mais l’intervention de l’armée, en large partie iconoclaste, obligea Irène et Taraise à l'ajourner. Il ne devait reprendre que l’année suivante, en septembre 787, après qu’Irène eut dépêché les troupes iconoclastes à l’autre bout de l’Empire et les avoir remplacées par des troupes iconodoules. Pour empêcher toute manifestation populaire à Constantinople elle transféra le concile à Nicée où s’était tenu le premier concile œcuménique, sur l'autre rive du Bosphore. Toutefois, l’impératrice s’abstint de paraitre au concile après la séance d’ouverture et laissa Taraise présider les travaux. Cette fois le concile réunissait 365 évêques dont 37 venaient d’Europe (principalement de Sicile); le pape Adrien était représenté par deux légats; les patriarches orientaux dument convoqués ne purent s’y rendre mais furent représentés par des ayants droit ; de plus 132 moines venant d’Europe et d’Asie furent présents : le concile put alors être reconnu comme œcuménique.
Le deuxième concile de Nicée se conclut le 23 octobre 787 par la restauration du culte des images et lança l’anathème contre les iconoclastes :

« Nous affirmons en toute certitude et justesse que, tout comme la représentation de la vénérable Croix source de vie, les icônes saintes et vénérables, qu’elles soient en peinture, en mosaïque ou en tout autre matériau approprié, devraient être exposées dans les saintes églises de Dieu, sur les objets et vêtements liturgiques, sur les murs ou sur des panneaux, dans les maisons et autres édifices, de même que les images de notre Seigneur et Sauveur Jésus-Christ, de la Vierge Marie, la sainte Mère de Dieu, des anges dignes d’honneur et de tous les saintes et dévotes personnes. Plus souvent celles-ci seront vues en tant que représentations figurées, plus les croyants s’élèveront et, se souvenant des personnes qui les ont inspirés, soupireront après leurs prototypes; de telle sorte que celles-ci doivent faire l’objet de vénération (προσκύνησις) mais non d’adoration (λατρεία), chose réservée par notre foi à Dieu seul. Nous nous devons de leur offrir encens et cierges comme nous le faisons à l’endroit de la vénérable Croix source de vie, aux livres des Évangiles et aux autres objets consacrés suivant l’ancienne tradition. C’est ainsi que l’honneur rendu aux icônes se transmet à ce que les icônes représentent de telle sorte qu’en vénérant les icônes, nous vénérons aussi les originaux »

À la fin du concile, Taraise écrivit au pape pour lui faire part des délibérations, mais il n’est pas certain qu’il ait demandé de ratifier les décisions prises.
Reprenant la politique d’apaisement pratiquée par Léon IV, l’impératrice débouta Taraise et de nombreux évêques qui voulaient des sanctions plus sévères contre ceux des leurs qui avaient favorisé l’iconoclasme : sa clémence lui valut une absence presque totale de résistance. L’iconoclasme cessait d’être une politique officielle jusqu’à son retour sous Léon V,.